# Théophile Rémy Frêne
Pour les articles homonymes, voir Frêne (homonymie).
Le pasteur Théophile Rémy Frêne est né le 17 juin 1727 à Orvin. Il est mort le 15 juin 1804 à Tavannes. Son journal, qui relate la vie quotidienne dans la région à la fin du XVIIIe siècle, a été publié en 1993. La version originale de ce journal est conservée aux Archives de l'État de Neuchâtel.

## Journal de ma vie
À l'écriture très serrée mais lisible, ce journal se compose de sept volumes et 3 114 pages. L’auteur a choisi pour sous-titre « Souvenirs d'un pasteur de campagne jurassien au XVIIIe siècle ». Il tient ce journal en partie autobiographique durant plus de 60 ans (1741-1804) la période couverte commence en 1732. Il n'écrit pas de façon quotidienne mais note des événements qui lui sont arrivés dans l'intervalle durant lequel il n'a pas écrit. Il note les événements tels que les visites faites ou reçues, ses déplacements, ses activités professionnelles (prêches, catéchismes, discussions en colloques, activité de la classe...), les travaux agricoles (vendanges...) et les événements inhabituels. Il note et commente certaines de ses lectures. Il consacre parfois de longues lignes à expliquer les événements qui le touchent et notamment ses démarches pour obtenir différentes affectations (Courtelary, Tavannes, Péry...) ainsi que le décès de son père. Il évoque également les événements familiaux tels que son mariage, la naissance de ses enfants, les décès... Mais aussi certains événements qui touchent des membres de sa parenté (l'accusation de meurtre à l'encontre de l'un de ses cousins...). Il note également de brefs commentaires sur le temps qu'il a fait durant telle ou telle saison, évalue la qualité des récoltes ainsi que de la production du vin et indique le prix des céréales. Ces pages d'un esprit éclairé, qui était en relation avec nombre de personnalités de premier plan de son époque sont intéressantes à plus d'un titre. Histoire neuchâteloise, jurassienne, helvétique, littérature, arts, sciences, économie, métrologie, etc..

## Biographie
Théophile Rémy Frêne est fils de Rémy et de Susanne née Bosset. Éduqué au presbytère de Péry, F. Théophile Rémy Frêne acquiert à l'école de son père, lui-même pasteur, les rudiments du savoir. Il se rend à Bâle pour y faire ses humanités, puis à Berne pour y étudier la théologie. En 1745, il rentre à Péry après avoir réussi ses examens avec la mention « summum » et reçu l'imposition des mains. Devenu désormais ministre du saint Évangile, il est impatient de s'installer dans une cure et d'y commencer son ministère, mais trois échecs lui apprennent la patience. Il reste donc à Péry, où il seconde son père. En 1758, à 31 ans, il épouse Mlle Imer, fille du « bailli de La Neuveville », âgée de 17 ans. Il devient diacre d'Erguël en 1759. Le 9 mars 1760, jour du baptême de son deuxième enfant, il s'installe à Courtelary. Trois ans plus tard, il est nommé à Tavannes et il s'installe dans la paroisse de Tavannes-Chaindon, où il officiera jusqu'à sa mort en 1804.
Selon les mots d'André Bandelier, « F. fut profondément un homme des Lumières, ouvert au protestantisme alémanique, notamment bâlois et zurichois, et au catholicisme par sa fréquentation de l'abbaye de Bellelay. Auteur d'une dissertation contre le spinozisme, d'une réfutation du Discours sur les sciences et les arts de Rousseau, d'un mémoire sur l'agriculture des montagnes du Mont Jura (prix de la Société économique de Bienne en 1767) et de traductions de l'allemand, en particulier celle du Nouveau dictionnaire historique-géographique universel de Johannes Huebner. F. fut à la source de l'Abrégé de l'histoire et de la statistique du ci-devant évêché de Bâle, première histoire en langue française de la principauté épiscopale, publiée par Charles-Ferdinand Morel, qui assura aussi l'édition posthume de Cléobule ou Pensées diverses d'un pasteur de campagne. Parangon de l'érudit campagnard du XVIIIe s. »

## Publications
- Mémoire qui a remporté le prix sur la question proposée par la Société oeconomique de Bienne : Quels seroient les moïens les plus propres, à tirer des Montagnes du Mont Jura, le parti le plus avantageux, soir pour le public, soit pour le propriétaire, & eu égard à la différence de leur exposition & de leur sol ?, 1768, 56 p.
- Cléobule, ou Pensées diverses d'un pasteur des campagnes publiées après sa mort, 1807
- Journal de ma vie, vol. 1-5, Société jurassienne d'émulation, 1993-1994

## Sources d'archives
- Fonds : Journal du pasteur Théophile Frêne (1741-1804).  Cote : FRENE THEOPHILE-REMY. Archives de l'État de Neuchâtel (présentation en ligne).